# Cryptopygus exilis
Cryptopygus exilis is een springstaartensoort uit de familie van de Isotomidae. De wetenschappelijke naam van de soort is voor het eerst geldig gepubliceerd in 1960 door Gisin.